# Rectoria de Sant Dalmai
L'antiga Rectoria de Sant Dalmai és un edifici aïllat del municipi de Vilobí d'Onyar (Selva). Està situat dins d'un pati tancat amb mur de pedra, de tres pisos amb teulada a dues vessants de ràfec d'una filada de teules amb caiguda a la façana. Forma part de l'Inventari del Patrimoni Arquitectònic de Catalunya.

## Descripció
Es tracta d'una construcció on es distingeix clarament un primer cos de planta rectangular al que amb posterioritat s'hi va afegir una ampliació longitudinal al costat de la façana principal. L'edifici primitiu conserva la porta d'entrada, avui convertida en una porta interior, de forma rectangular amb llinda monolítica amb la inscripció "M. PERE ALZEDAR 1607". La façana sud té dues finestres al primer pis del mateix estil amb la inscripció "P. ALZEDAR 1610" i, a l'interior, encara se'n conserva una altra amb el mateix nom però amb la data 1620.
L'interior ha estat totalment reformat al segle XX i s'han substituït les bigues de fusta per un forjat modern, però es manté l'estructura original i els elements característics. A la part posterior es conserva l'antic forn semicircular.
L'ampliació sembla que es va fer al segle xviii, segons la data de 1793 inscrita en les toves del terra, i consisteix en un cos més llarg de dos pisos sobreposat a la façana, i amb un nou portal d'entrada igualment rectangular amb llinda monolítica. De les tres obertures que donen al carrer només una està emmarcada amb pedra amb una reixa de ferro forjat i una altra té un balcó amb barana de ferro. A l'interior, la planta baixa conserva les voltes i el paviment originals. La teulada de l'edifici principal probablement també es va refer en aquell moment perquè sota el ràfec es llegeix la data 17??.
La façana posterior té també un petit cos afegit amb escala d'accés exterior i dues arcades de mig punt, actualment cegades, a manera d'una petita galeria. Probablement aquest afegit data del segle xix o principis del xx. Al darrere hi ha part del mur i una de les llindes de l'antiga casa del sagristà que mostra, una vegada més, la inscripció "P. ALZEDAR 1610".

## Història
La rectoria de Sant Dalmai es va fer al mateix moment que l'actual església, al segle xvii, i sembla que sota l'impuls del mateix capellà, Pere Alzedar, que va deixar la seva firma en totes dues construccions. Actualment, des de 1985 és propietat de Carme Vives Cruells, que després d'haver-la arrendat durant molts anys, finalment la va comprar al bisbat de Girona. L'any 1990 es van començar les obres de rehabilitació de l'edifici que segons sembla es trobava en molt mal estat, preservant-ne el seu caràcter original.